# 荆州广播电视台
荆州广播电视台及其台屬企業荆州市廣播電視傳媒集團，為中華人民共和國湖北省荆州市的一家綜合性媒體集團。其中荆州廣播電視台為中共荆州市委直屬的正處級事業單位，也是中共荆州市委、荆州市人民政府的市級廣播電視媒體。

## 历史沿革
1981年，中共沙市党委、市人民政府决定筹建自己的电视台，随后购买了相关的设施，并于1985年2月开始试播，呼号为沙市电视台，此即荆州电视台的前身:273-274。同年12月10日，沙市电视台正式在第二频道播出自己的节目，于此同时，荆州地区也于同年8月创办了荆州地区电视台:319。
2017年12月20日，荆州电视台、荆州人民广播电台合并组建荆州广播电视台与荆州市广电传媒集团。

## 旗下資產
荆州廣播電視台為中共荆州市委直屬事業單位，並由中共荆州市委宣傳部直接主管。擁有3條電視頻道與3條廣播頻率。其中垄上频道也是中华人民共和国第一个地市级的对农电视频道。

### 电视频道
| 頻道名稱     | 语言   | 广播格式                    | 啟播時間  | 频道前身             | 備註                                                                   | 備註 |
| 新闻综合频道 | 普通話 | SD: PAL 576i 16:9 HD：1080i | 1985年8月 | 荆州电视台（主频道） | 原为荆州地区第一個電視頻道，現時以新聞、時事、專題類節目為主           |      |
| 垄上频道     | 普通話 | SD: PAL 576i 16:9 HD：1080i | 1985年2月 | 沙市电视台           | 原为沙市市第一個電視頻道，2009年1月8日更为现名，以農業農村相關節目為主 |      |
| 公共频道     | 普通話 | SD: PAL 576i 16:9 HD：1080i |           | 荆州有线电视台       | 政策性電視頻道                                                         |      |

### 广播频率
| 頻道名稱 | 语言   | 频道频率 | 啟播時間      | 频道前身                   | 備註                                                         |
| 综合广播 | 普通話 | FM96.3   | 1960年5月1日  | 荆州人民广播电台           | 以新聞為主，集新聞性、公益性、服務性、監督性為一體的綜合頻率 |
| 音乐广播 | 普通話 | FM106.8  | 2020年4月18日 |                            | 主要提供文化娱乐新闻、文学、音乐、娱乐节目                   |
| 交通广播 | 普通話 | FM90.1   |               | 荆州人民广播电台交通音乐台 | 主要為駕車人士服務的頻率，提供路況播報、生活資訊及服務類節目 |

## 节目
作为中共荆州市委、荆州市人民政府的市級廣播電視媒體，荆州市广播电视台有資格組織編排製作廣播電視節目，并负责转播中央和省级广播、电视节目，以服務中國共產黨、中华人民共和国各級政府的政治宣傳。该台的广播频率以及电视频道在每天晚上也会分别轉播中央人民广播电台的《全国新闻联播》以及中国中央电视台的《新闻联播》等新聞節目。
在電視部門，原名为《荆州新闻》的《荆州新闻联播》是該台最主要的自辦電視新聞欄目，其隨電視台而創立，以報導在地新聞見長。